# Ahrschleife bei Altenahr

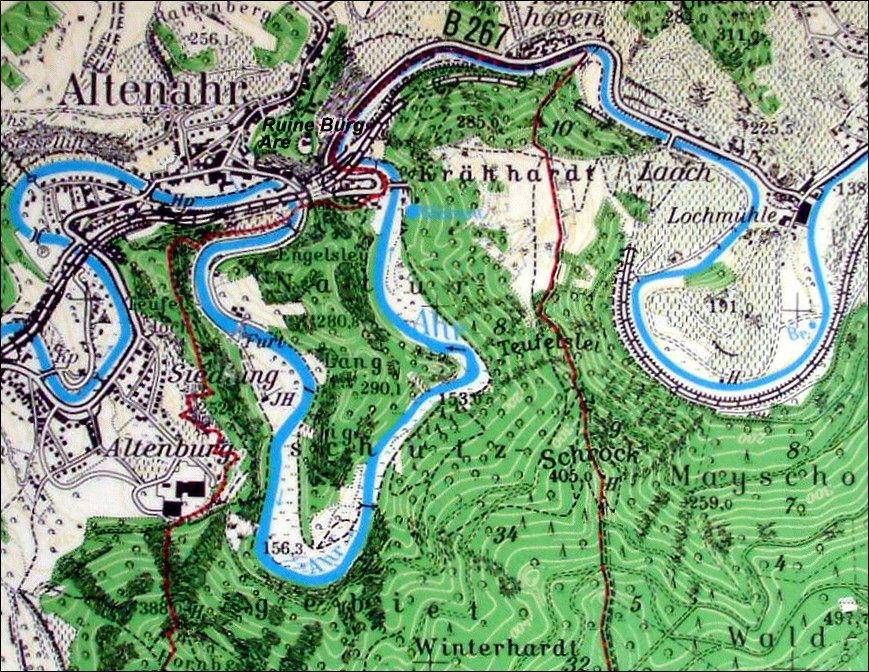
Ahrschleife bei Altenahr

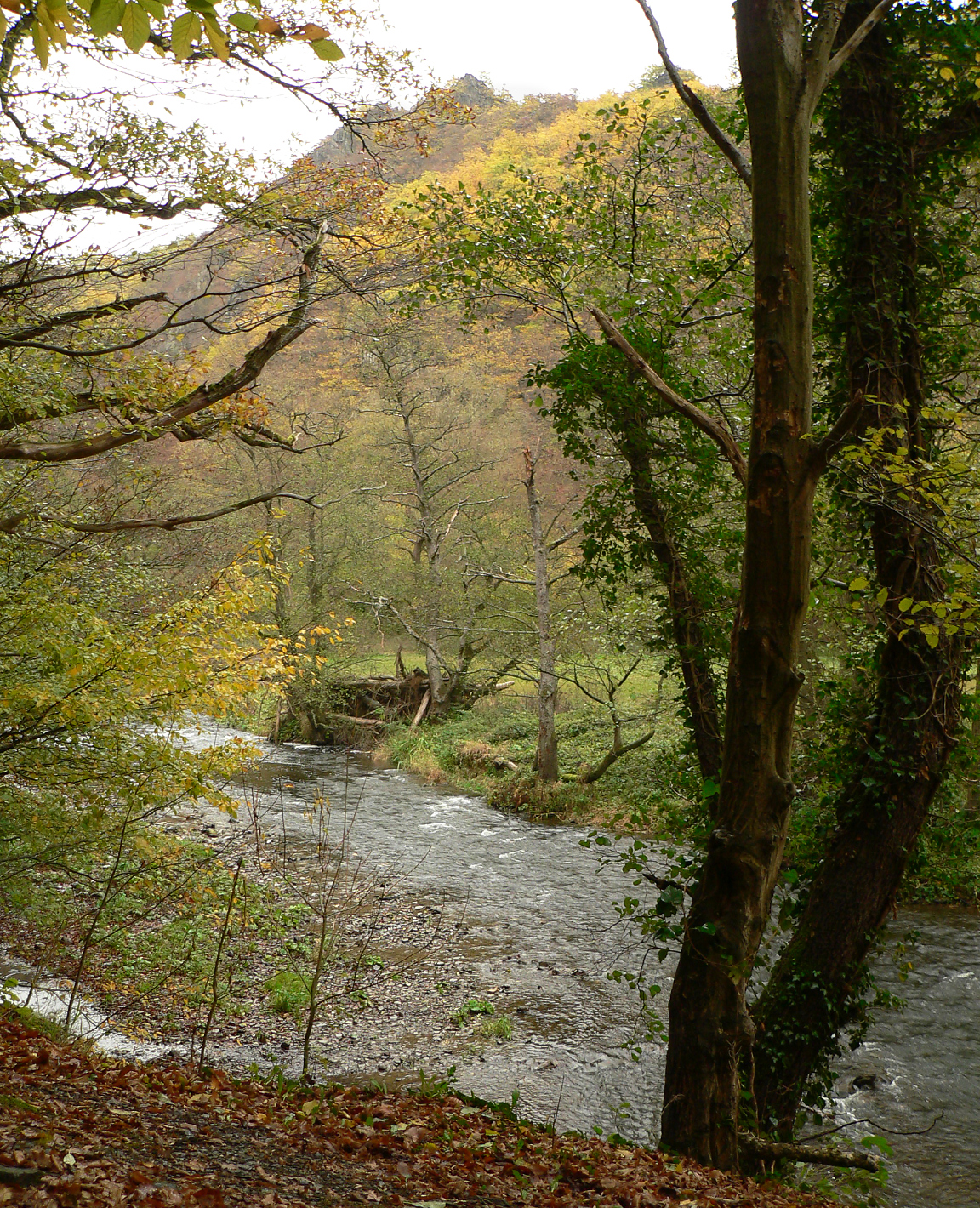
Die Ahr im Langfigtal

Die Ahrschleife bei Altenahr ist ein 205 Hektar großes Naturschutzgebiet an der Ahr, das sich im Langfigtal südlich der Ortslage von Altenahr im Landkreis Ahrweiler befindet.

## Beschreibung
Die Ausweisung als Naturschutzgebiet erfolgte am 14. Oktober 1983 durch die Bezirksregierung Koblenz. Schutzzweck ist die Erhaltung der Flusslandschaft mit ihren Felsbildungen aus wissenschaftlichen und naturgeschichtlichen Gründen als Lebensraum seltener in ihrem Bestand bedrohter Vögel und wildwachsender Pflanzen sowie wegen ihrer besonderen landschaftlichen Schönheit und Eigenart. Am 1. April 1980 war das Gebiet bereits per Verordnung einstweilig sichergestellt worden; am 9. März 1982 war diese Verordnung geändert worden, bevor das Gebiet im Jahr darauf definitiv Naturschutzgebiet wurde.
Bei der Ahrschleife im Langfigtal handelt es sich um die größte Mäanderschleife des Flusses. Von Altenahr aus führt der Ahrsteig entlang der drei Kilometer langen Flussschleife. Lehrbuchhaft ist im Verlauf des Gewässers der Unterschied zwischen Prall- und Gleithang zu erkennen. An der Ahrschleife befindet sich ein geologischer Wanderweg, da sich an den steil aufragenden Schieferpartien des Rheinischen Schiefergebirges die oberflächenformenden Vorgänge aus 400 Millionen Jahren Erdgeschichte ablesen lassen.
Im Langfigtal finden sich Weinbergsbrachen mit zugewachsenen Hängen, ihre Trockenmauern bieten Lebensraum für wärmeliebende Tiere und Pflanzen.

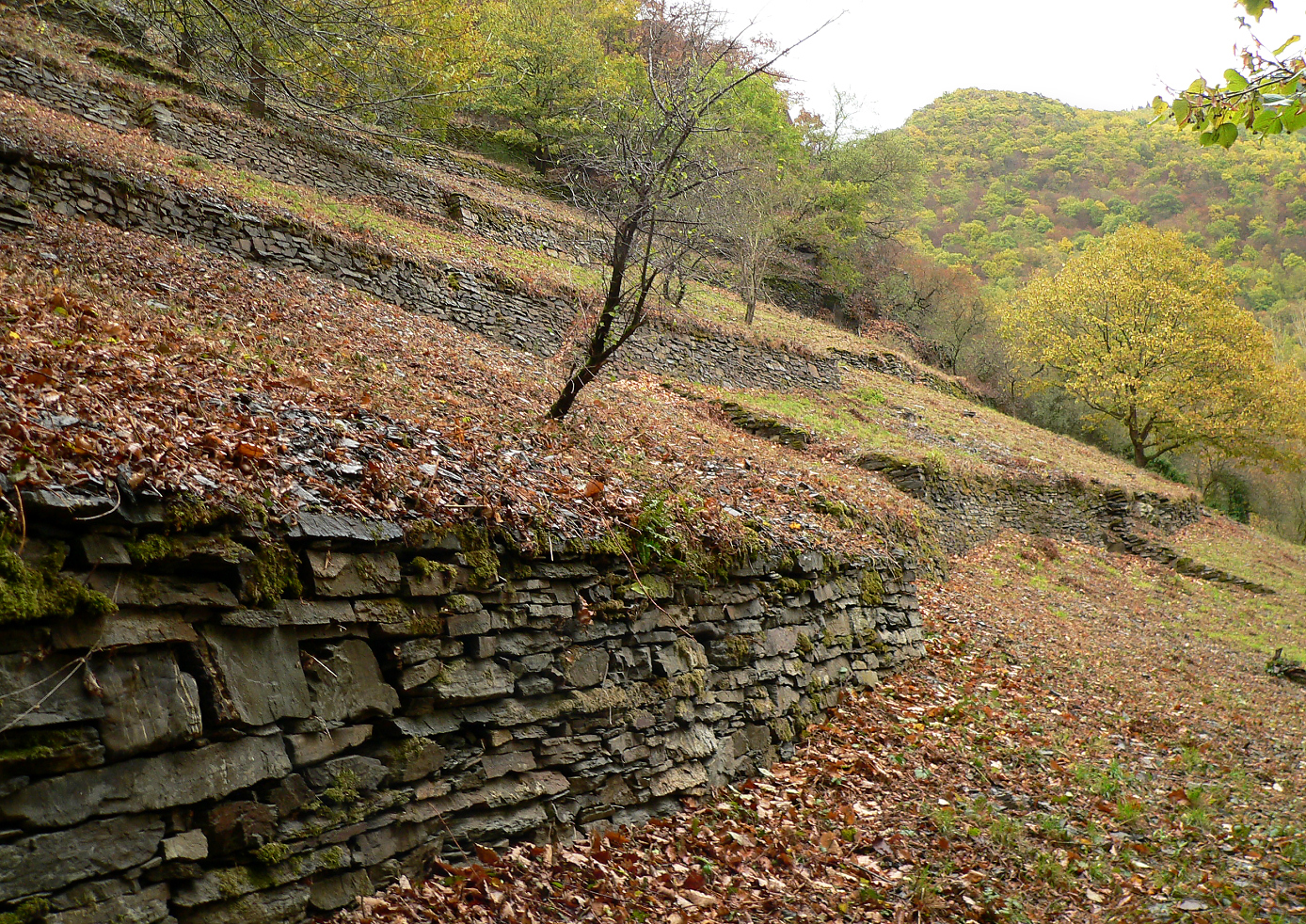
Weinbergsbrache im Langfigtal
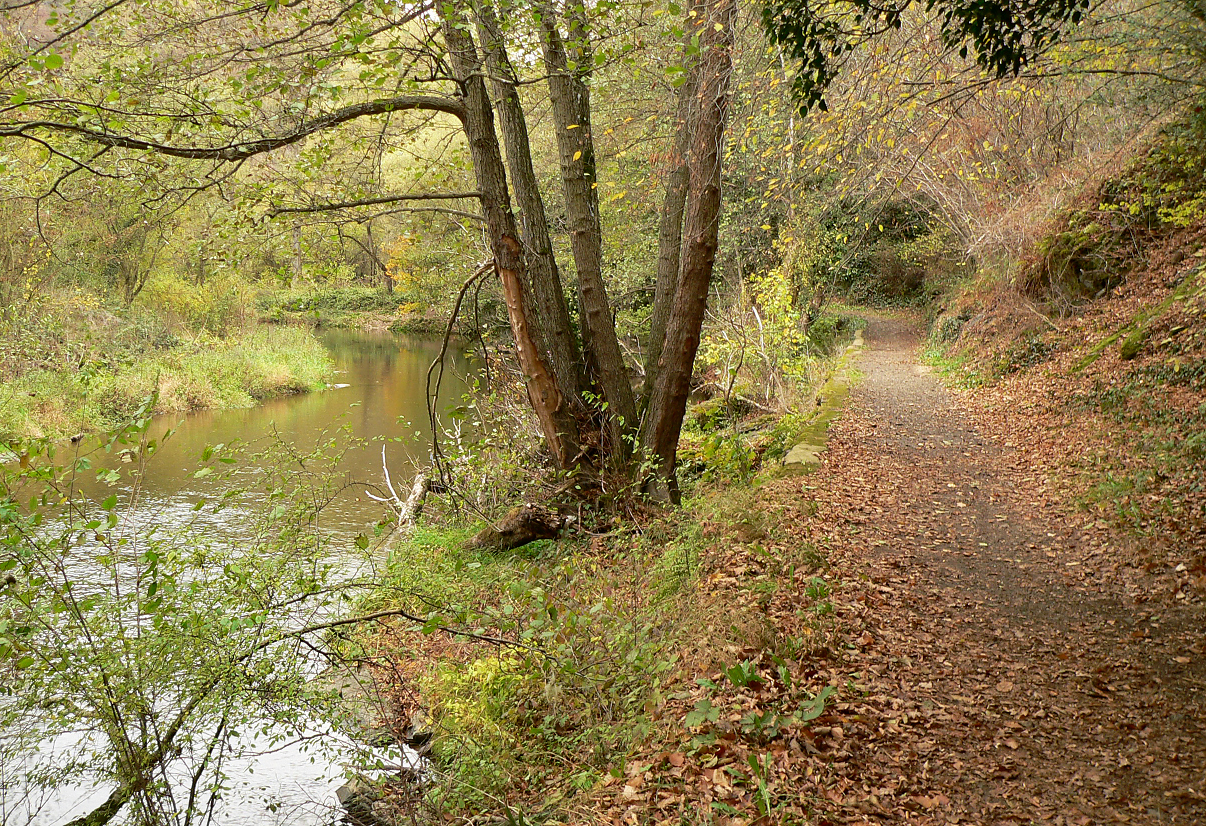
Der am Fluss entlangführende Ahrsteig
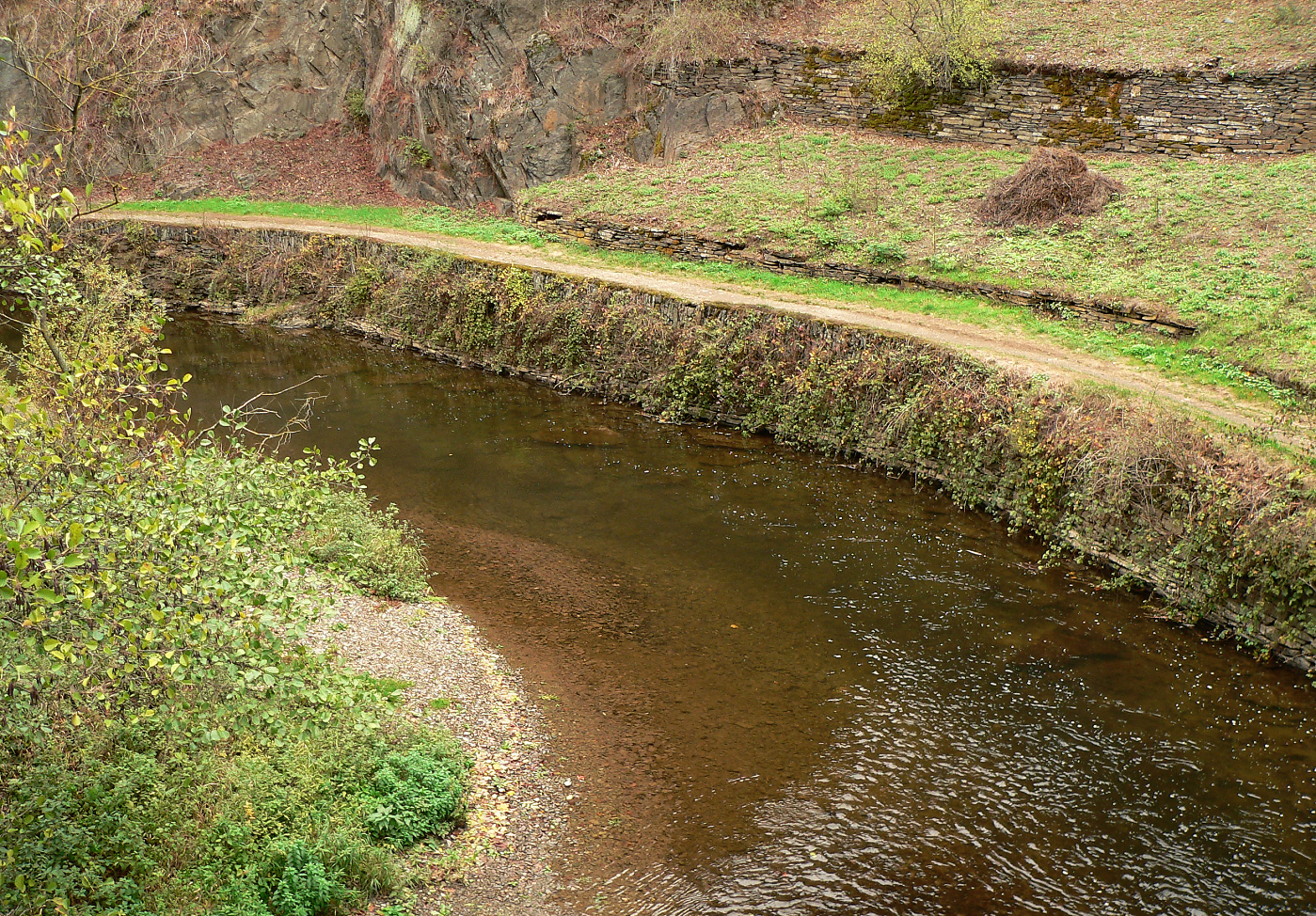
Die Ahr am Ende des Langfigtals
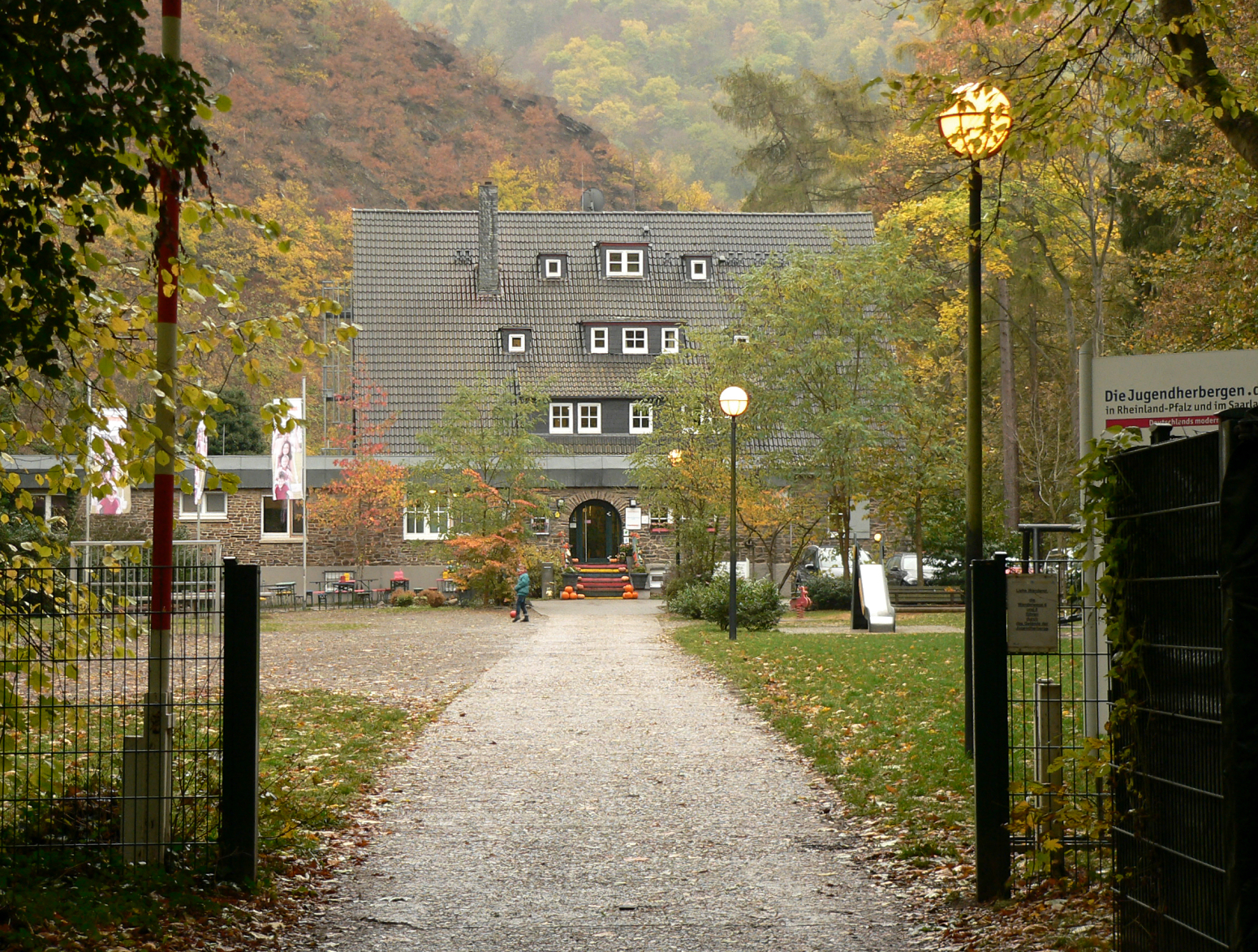
Jugendherberge in der Ahrschleife
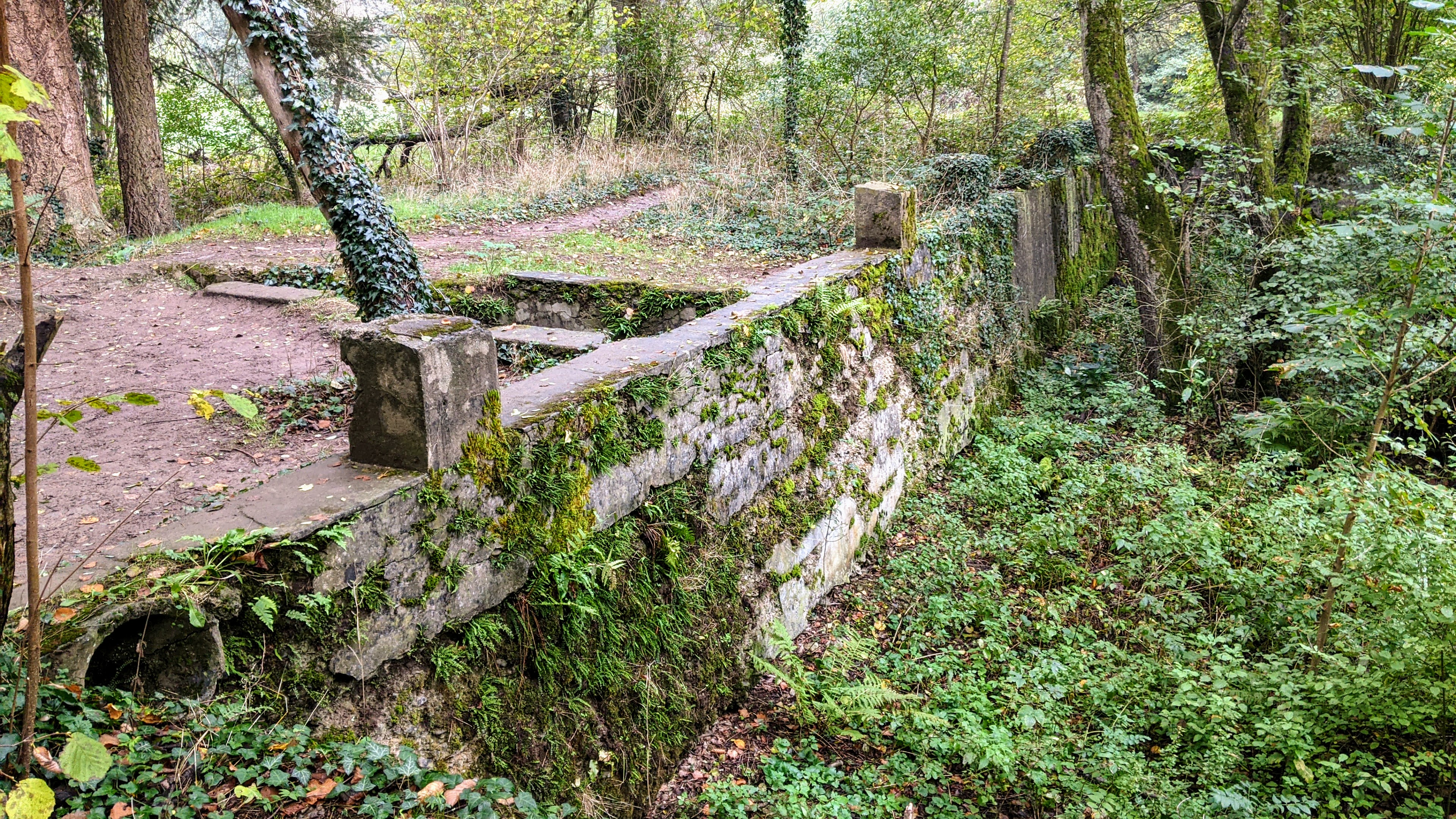
Reste des ehemaligen Freibades im Langfigtal

## Hochwasserschäden 2021
Der Uferbereich des Langfigtals wurde im Zuge des Ahr-Hochwassers vom 14./15. Juli 2021 schwer beschädigt. Zu den unmittelbaren Folgen gehörten der Verlust von ufernaher Vegetation, die Zerstörung aller Fußgängerbrücken im Tal sowie massive Schäden am Wanderweg und den daran angrenzenden Wohnhäusern
Die Mauerreste des ehemaligen Freibads wurden im Frühjahr 2022 rückstandslos entfernt. Die behördlichen Maßnahmen zur Schadenbeseitigung und zum Neuaufbau unter Verwendung der eingegangenen Spendengelder wurden unter anderem wegen der Abholzung weiterer Vegetation heftig kritisiert.